# Maria II de Inglaterra
Maria II (Londres, 30 de abril de 1662 – Londres, 28 de dezembro de 1694) foi a Rainha da Inglaterra, Escócia e Irlanda. Juntamente com seu marido e primo, Guilherme III & II, Maria reinou de 1689 até sua morte, em 1694. A partir de então, Guilherme passou a ser único monarca.
Guilherme e Maria, ambos protestantes, tornaram-se rei e rainha logo depois da Revolução Gloriosa, que depós o pai de Maria, o católico Jaime II & VII.
Ambos os pais de Maria, Jaime e Ana Hyde, tinham-se convertido ao catolicismo, porém ela e a irmã Ana haviam sido criadas como protestantes, seguindo ordens do tio Carlos II. Aos quinze anos de idade, Maria se casou com seu primo direto Guilherme de Orange, indo morar nos Países Baixos e tornando-se popular entre o povo.
Depois da ascensão de Jaime ao trono, o descontentamento entre os súditos não católicos cresceu na Grã-Bretanha.  Foi então arquitetada, por sete lordes ingleses (incluindo o bispo de Londres), uma invasão à Inglaterra, a fim de depor o rei. O protestante Guilherme III de Orange foi então chamado para liderar a invasão e assumir  o trono. Ele encontrou pouca resistência e foi declarado rei em 1689, juntamente com Maria, a herdeira aparente, pois se recusara a ter uma posição inferior à da esposa.
Maria tinha menos poder quando Guilherme estava na Inglaterra, cedendo a maior parte da autoridade a ele, embora o rei dependesse muito dela. Ela agia sozinha quando o marido estava em campanhas militares no exterior, mostrando-se uma governante firme, poderosa e eficaz. Sua morte em 1694 muito abalou Guilherme, que se recusou a casar-se novamente.

## Início de vida
Maria nasceu no Palácio de St. James, Londres, em 30 de abril de 1662, sendo a filha mais velha de Jaime, Duque de Iorque e Albany, e sua primeira esposa Ana Hyde. Seu tio era o rei Carlos II, que reinava nos três reinos da Inglaterra, Escócia e Irlanda; seu avô materno, Eduardo Hyde, 1.º Conde de Clarendon, serviu por muito tempo como o principal conselheiro de Carlos. Ela foi batizada na fé anglicana na Capela Real do Palácio de St. James, sendo nomeada em homenagem a sua ancestral Maria da Escócia. Seus padrinhos incluíam o primo do pai, príncipe Ruperto do Reno. Apesar de sua mãe ter tido oito filhos, todos morreram jovens com exceção de Maria e sua irmã mais nova Ana. Como o rei não tinha nenhum herdeiro legítimo, Maria passou toda sua infância como a segunda na linha de sucessão ao trono atrás de Jaime.

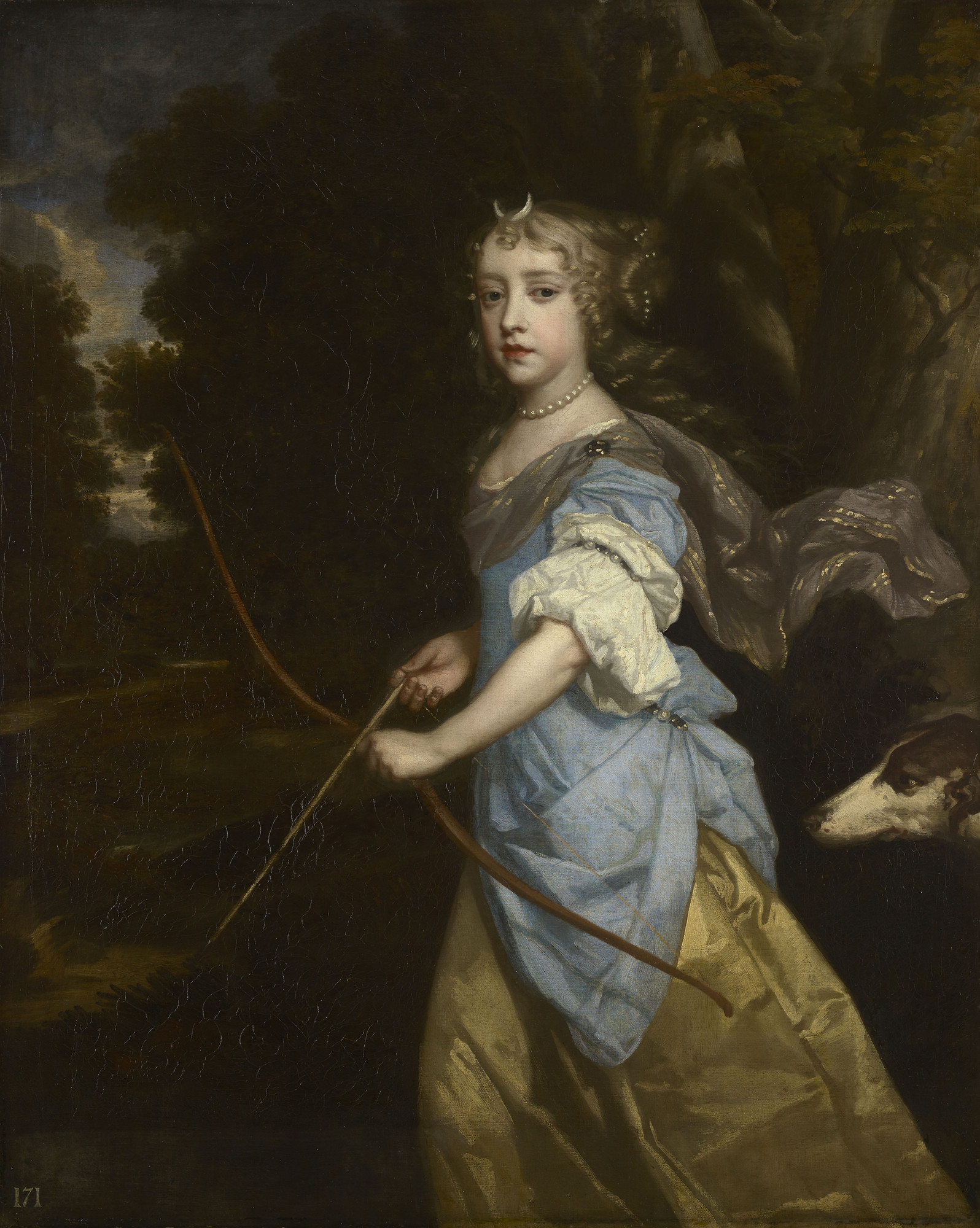
Maria, quando criança, retratada como a deusa romana Diana
Por Peter Lely, c. 1672. Na Royal Collection.

Jaime se converteu ao catolicismo em 1668 ou 1669, porém Maria e Ana foram criadas como anglicanas de acordo com as ordens de Carlos II. Elas se mudaram para seu próprio estabelecimento no Palácio de Richmond, onde foram criadas pela governanta Francisca Villiers, apenas ocasionalmente visitando os pais em St. James ou o avô em Twickenham. A educação de Maria foi com tutores particulares, sendo principalmente restrita à música, dança, desenho, francês e instrução religiosa. Sua mãe morreu em 1671 e seu pai casou novamente dois anos depois com Maria de Módena, que era apenas quatro anos mais velha que Maria.
De seus nove anos de idade até seu casamento, Maria escreveu cartas muito afetuosas para uma garota mais velha, Francisca Apsley, filha do cortesão sir Allen Apsley. Na época, Francisca ficou desconfortável com as correspondências, respondendo de forma mais formal. Aos quinze anos, Maria foi prometida ao seu primo Guilherme III, Príncipe de Orange, o protestante estatuder da Holanda. Ele era filho da irmã falecida de Carlos, Maria, Princesa Real, e assim quarto na linha de sucessão atrás de Jaime, Maria e Ana. No início, o rei era contra uma aliança com um governante holandês – ele preferia que a sobrinha fosse prometida ao delfim Luís, assim criando uma aliança de seus reinos com a França católica e aumentando as chances de um sucessor católico na Grã-Bretanha; posteriormente, sob pressão do parlamento e com uma coalizão com os católicos franceses não sendo mais favorável, Carlos aprovou a união de Maria e Guilherme. Jaime concordou com o casamento depois de ser pressionado pelo rei e por Tomás Osborne, Conde de Danby, ministro chefe, que incorretamente acharam que isso iria aumentar a popularidade do duque entre os protestantes. Quando Jaime contou a filha que ela se casaria com o primo, "ela chorou durante toda a tarde e o dia seguinte".

## Casamento

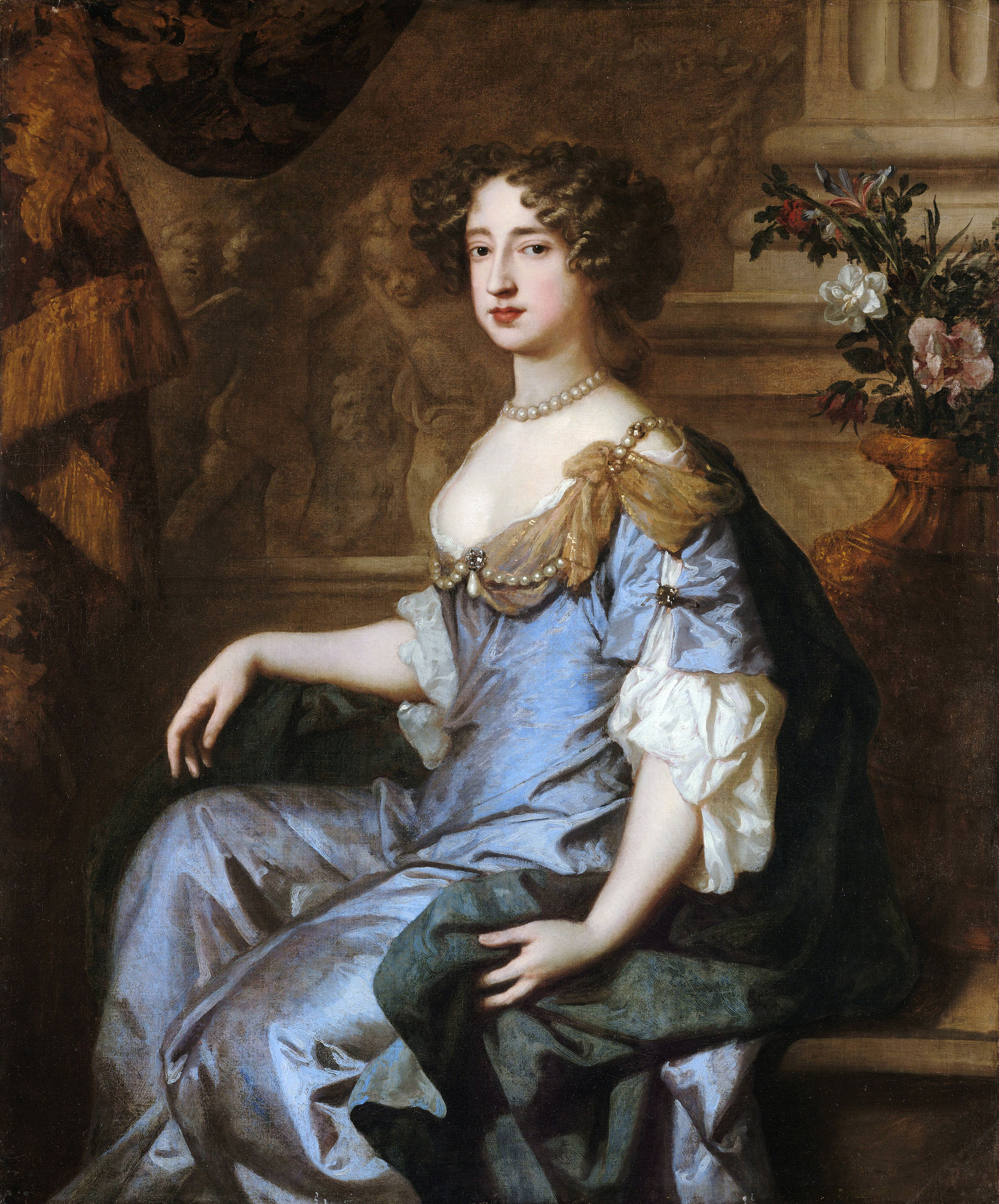
Maria em 1677. Por Peter Lely.

Guilherme e uma chorosa Maria se casaram em 4 de novembro de 1677 no Palácio de St. James por Henrique Compton, Bispo de Londres. Ela acompanhou seu marido durante uma difícil travessia marítima para os Países Baixos mais tarde naquele mês, logo após um atraso de duas semanas causado pelo tempo ruim. Roterdão estava inacessível por causa do gelo, então eles foram forçados a desembarcar no pequeno vilarejo de Ter Heijde, andando pelos campos congelados até encontrarem carruagens para levá-los até Huis Honselaarsdijk. Em 14 de dezembro, eles formalmente entraram em Haia com uma grande procissão.
A natureza animada e bem-apessoada de Maria a deixou popular com o povo holandês, e seu casamento com um príncipe protestante foi popular na Grã-Bretanha. Ela se tornou devota ao marido, porém ele frequentemente estava em campanhas militares, que levou a família de Maria a supor que ele era frio e omisso. Maria ficou grávida poucos meses depois do casamento; entretanto, ela sofreu um aborto ao visitar Guilherme na cidade fortificada de Breda, que pode ter permanentemente comprometido sua capacidade de ter filhos. Maria sofreu outros ataques de doenças na metade de 1678, começo de 1679 e começo de 1680, que podem ter sido abortos. Sua esterilidade foi a maior fonte de tristeza em sua vida.
A partir de maio de 1684, Jaime Scott, Duque de Monmouth, filho bastardo de Carlos II, viveu nos Países Baixos. Scott era visto como um rival de Jaime e um herdeiro protestante em potencial que poderia suplantar o tio na sucessão. Porém, Guilherme não o considerava uma alternativa viável e corretamente assumiu que Scott não tinha apoio suficiente.

## Reinado de Jaime

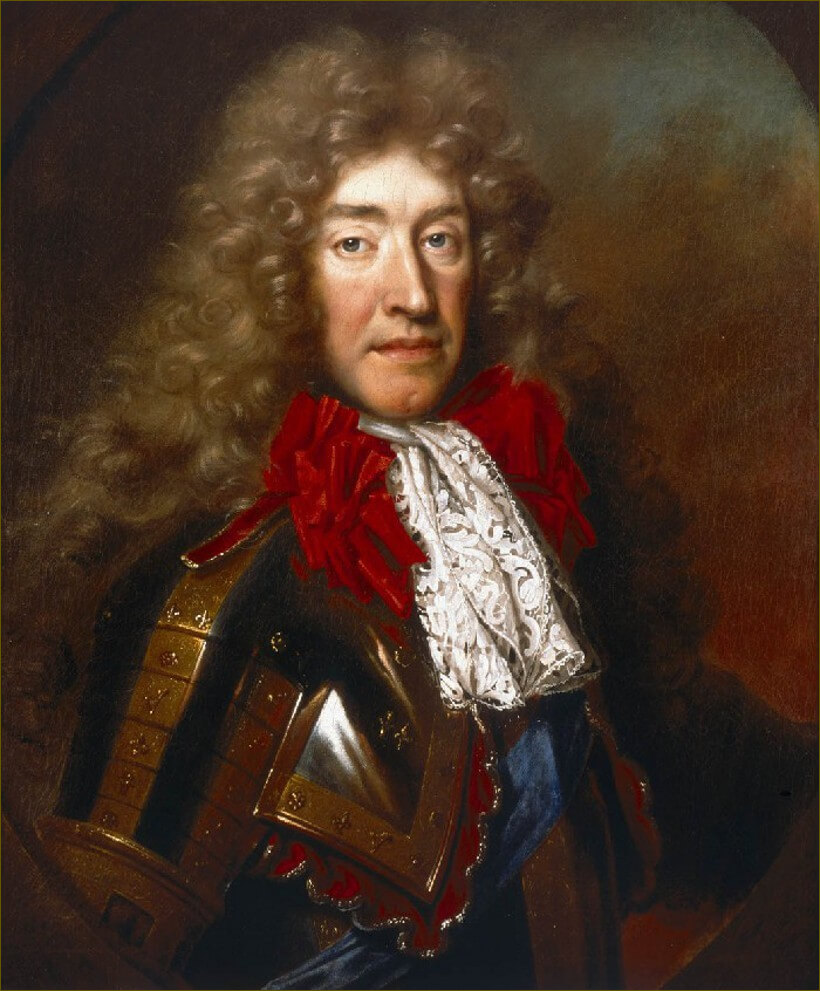
Jaime II & VII em 1686. Por Nicolas de Largillière.

Quando Carlos II morreu em fevereiro de 1685 sem deixar herdeiros legítimos, o Duque de Iorque se transformou no rei Jaime II de Inglaterra e Irlanda & VII da Escócia. Maria estava jogando cartas com Guilherme quando foi informada da ascensão do pai e que agora era herdeira presuntiva. Quando Scott montou uma força de invasão em Amesterdão e velejou para a Grã-Bretanha, Guilherme ordenou que os regimentos ingleses nos Países Baixos voltassem para a Inglaterra. Para o alívio de Guilherme, Scott foi derrotado, capturado e executado, porém ele e Maria ficaram consternados pelas ações seguintes de Jaime.
Jaime tinha uma política religiosa controversa; sua tentativa de garantir liberdade de religião para não-anglicanos ao suspender decretos do parlamento por decreto real não foi bem recebida. Maria considerava tal ação ilegal, com seu capelão expressando essa visão com carta em nome dela para o Arcebispo da Cantuária, Guilherme Sancroft. Ela ficou ainda mais consternada quando o pai se recusou a ajudar quando o rei católico Luís XIV de França invadiu Orange e perseguiu refugiados huguenote. Tentando danificar o genro, o rei encorajou o pessoal de sua filha a informá-la que Guilherme estava tendo um caso com Isabel Villiers. Maria esperou do lado de fora dos aposentos de Villiers e pegou seu marido saindo tarde da noite. Guilherme negou o adultério, e aparentemente ela acreditou e o perdoou. Possivelmente, Villiers e Guilherme não estavam se encontrando como amantes, mas trocando inteligência diplomática. O pessoal de Maria foi dispensado e voltou para a Inglaterra.

## "Revolução Gloriosa"

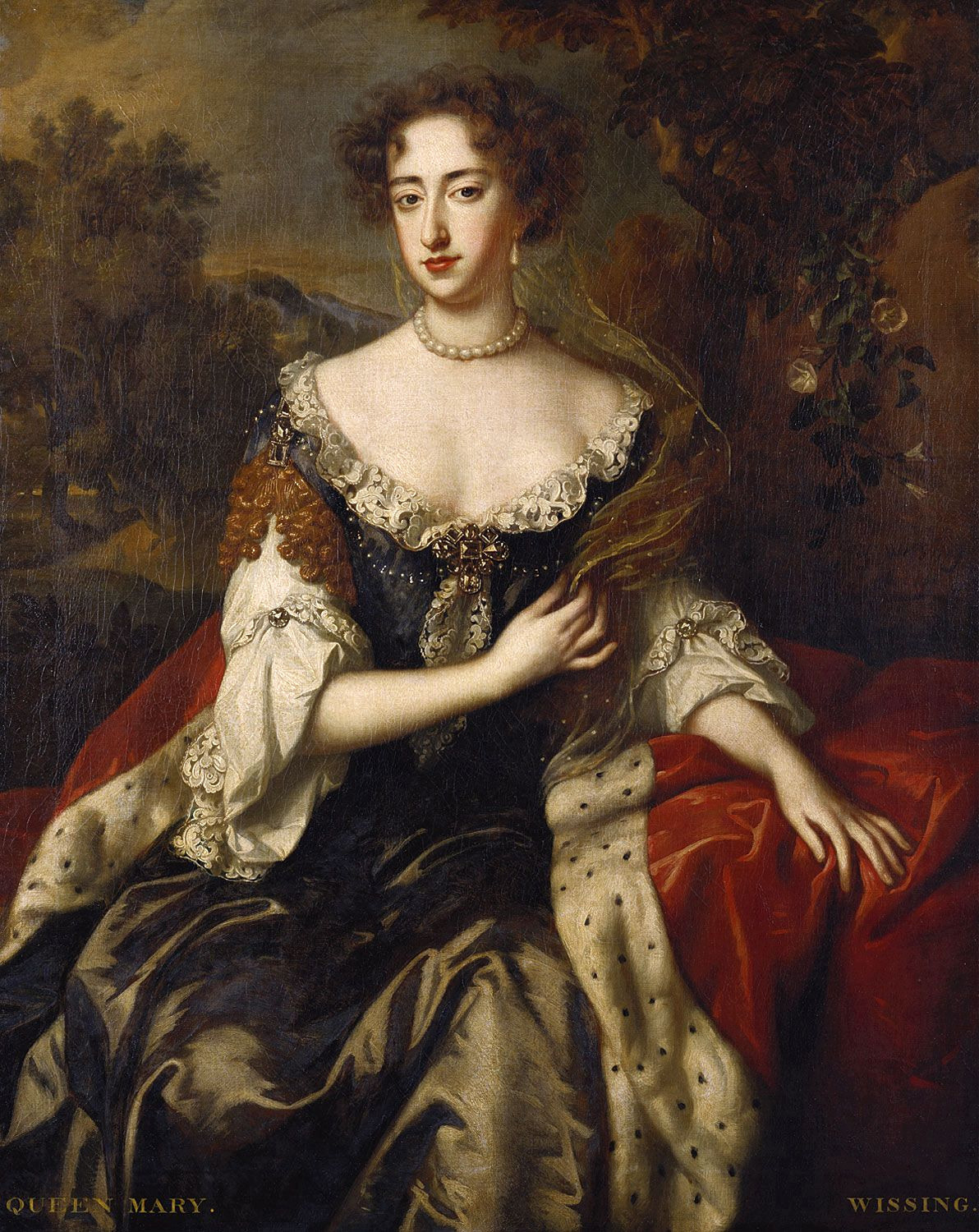
Maria em 1685. Por Willem Wissing.

Políticos e nobres protestantes descontentes entraram em contato com Guilherme logo em 1686. Depois de Jaime forçar em maio de 1688 clérigos anglicanos a ler a Declaração de Indulgência – uma proclamação garantindo liberdade religiosa aos católicos e dissidentes – da porta de suas igrejas, sua popularidade despencou ainda mais. O alarme entre os protestantes cresceu quando a rainha consorte deu à luz um filho – Jaime Francisco Eduardo – em junho, já que o menino seria criado como católico, diferentemente de Maria e Ana. Alguns acusaram a criança de ser um "espúrio", tendo sido secretamente levado aos aposentos de Maria de Módena em uma bandeja como substituto de uma bebê natimorto. Querendo mais informações, Maria enviou uma longa lista de questões para sua irmã Ana sobre as circunstâncias do nascimento. A resposta de Ana, junto com as fofocas, pareceram confirmar as suspeitas de Maria que a criança não era seu irmão natural e que o pai estava conspirando para garantir uma sucessão católica.
Em 30 de junho, os Sete Imortais secretamente pediram para Guilherme – que estava nos Países Baixos – vir a Inglaterra com um exército para depor Jaime. Inicialmente ele ficou relutante; possivelmente com inveja da posição de Maria como herdeira da coroa e achando que ela ficaria mais poderosa que ele. Porém, de acordo com Gilberto Burnet, ela convenceu o marido que não se importava com poderes políticos, dizendo que "não seria nada além que sua esposa, e que ela faria tudo em seu poder para fazê-lo rei por toda a vida". Maria garantiu que sempre obedeceria Guilherme assim como havia prometido em seu juramento de casamento.
Guilherme concordou em invadir e emitiu uma declaração que chamava Jaime Francisco Eduardo de o "pretenso Príncipe de Gales". Ele também deu uma lista de queixas do povo inglês e afirmou que sua expedição tinha o único propósito de "reunir um parlamento livre e legítimo". Guilherme e o exército holandês, sem Maria que ficou nos Países Baixos, desembarcaram em 5 de novembro de 1688, tendo sido repelido em outubro por tempestades. Os descontentes exército e marinha ingleses passaram para o lado de Guilherme, e em 11 de dezembro o derrotado rei Jaime tentou fugir, porém foi interceptado. Uma segunda tentativa de fuga em 23 de dezembro foi bem sucedida; Guilherme deliberadamente deixou Jaime escapar para a França onde viveu em exílio pelo resto da vida.
Maria ficou chateada pelas circunstâncias da deposição do pai e ficou em conflito entre ele e seu dever com Guilherme, porém ficou convencida que as ações do marido, mesmo desagradáveis, eram necessárias para "salvar a Igreja e o Estado". Quando viajou para a Inglaterra depois do ano novo, ela escreveu sobre sua "alegria secreta" de voltar para sua terra natal, "porém isso logo foi substituído pela consideração dos infortúnios de seu pai". Guilherme mandou que ela parecesse alegre ao chegar em Londres. Como resultado, ela foi criticada por parecer fria em relação a condição do pai. Jaime escreveu criticando sua deslealdade, ação que muito afetou a piedosa Maria.

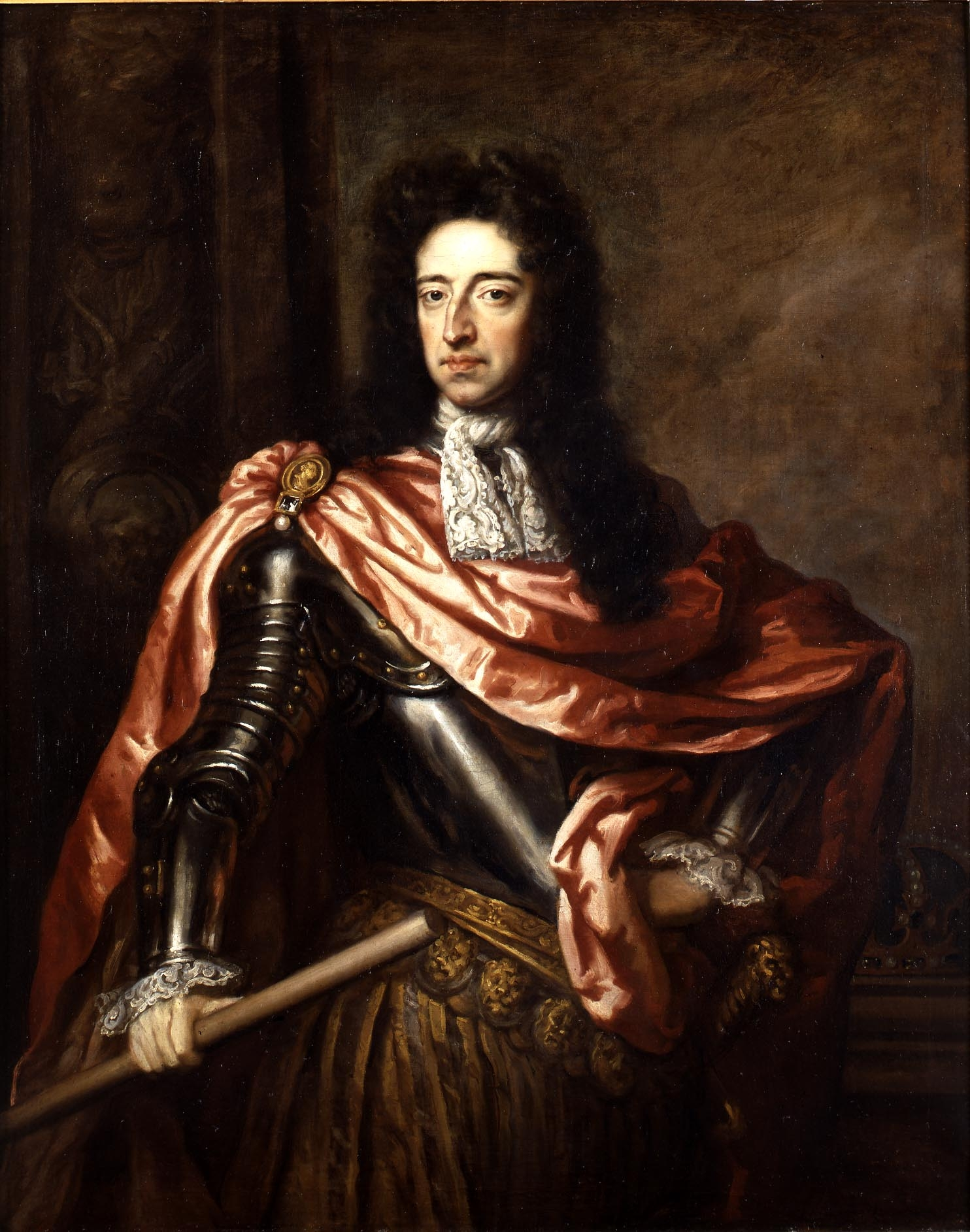
Guilherme de Orange c. 1685. Por Godfrey Kneller.

Uma convenção parlamentar foi convocada por Guilherme em janeiro de 1689, discutindo qual ação deveria ser tomada. Um partido liderado por Tomás Osborne mantinha que Maria deveria ser a única monarca como a herdeira hereditária de direito, enquanto que Guilherme e seus apoiadores afirmavam que um marido não deveria ser subordinado da esposa. Ele desejava reinar como rei ao invés de ser apenas o consorte. Por sua vez, Maria não queria ser rainha soberana, acreditando que as mulheres deveriam ater a seus maridos e "sabendo que meu coração não foi feito para um reino e minha inclinação me leva a uma vida tranquila".
Em 13 de fevereiro de 1689, o parlamento aprovou uma declaração que afirmava que Jaime tinha abdicado do governo ao fugir em 11 de dezembro do ano anterior e que o trono estava dessa forma vago. O parlamento ofereceu a coroa a Guilherme e Maria como co-monarcas, não a Jaime Francisco Eduardo que seria o herdeiro aparente em circunstâncias normais. O único precedente de uma monarquia conjunta vinha do século XVI: quando Maria I se casou com Filipe de Espanha, foi concordado que o segundo tomaria o título de rei durante a vida de sua esposa, com restrições colocadas em seu poder. Porém, Guilherme seria rei mesmo após a morte de Maria e "o único e completo exercício do poder régio [seria] executado pelo dito Príncipe de Orange em nome dos ditos Príncipe e Princesa durante sua vidas conjuntas". A declaração foi posteriormente estendida para excluir do trono não apenas todos os herdeiros de Jaime (com exceção de Ana), mas também todos os católicos pois "foi encontrado por experiência que é inconsistente com a segurança e bem estar deste reino Protestante ser governado por um príncipe papista".
Henrique Compton, Bispo de Londres, coroou Guilherme e Maria em 11 de abril de 1689 na Abadia de Westminster. Normalmente, o Arcebispo da Cantuária realiza as coroações, porém Guilherme Sancroft, mesmo anglicano, recusou-se a reconhecer a validade da remoção de Jaime. Nenhum dos dois novos monarcas gostaram da cerimônia; Maria achou que foi "tudo vaidade" e Guilherme a chamou de "papista". No mesmo dia, o parlamento escocês –  mais dividido que o inglês – finalmente declarou que Jaime não era mais o rei da Escócia, que "nenhum Papista pode ser Rei ou Rainha deste Reino", que Guilherme e Maria seriam co-monarcas e que o primeiro exerceria poder único e total. Em 11 de maio, os dois formalmente aceitaram a coroa escocesa.
Ainda existia apoio substancial a Jaime na Escócia. Nomeadamente João Graham, 1.º Visconde Dundee, reuniu um exército nas Terras Altas e conseguiu uma vitória na Batalha de Killiecrankie em 27 de julho. Porém, as grandes perdas sofridas pelas tropas de Graham, junto com seu ferimento fatal no início do combate, acabaram por remover a única resistência efetiva contra Guilherme. A revolta foi logo esmagada no mês seguinte com uma enorme derrota na Batalha de Dunkeld.

## Reinado

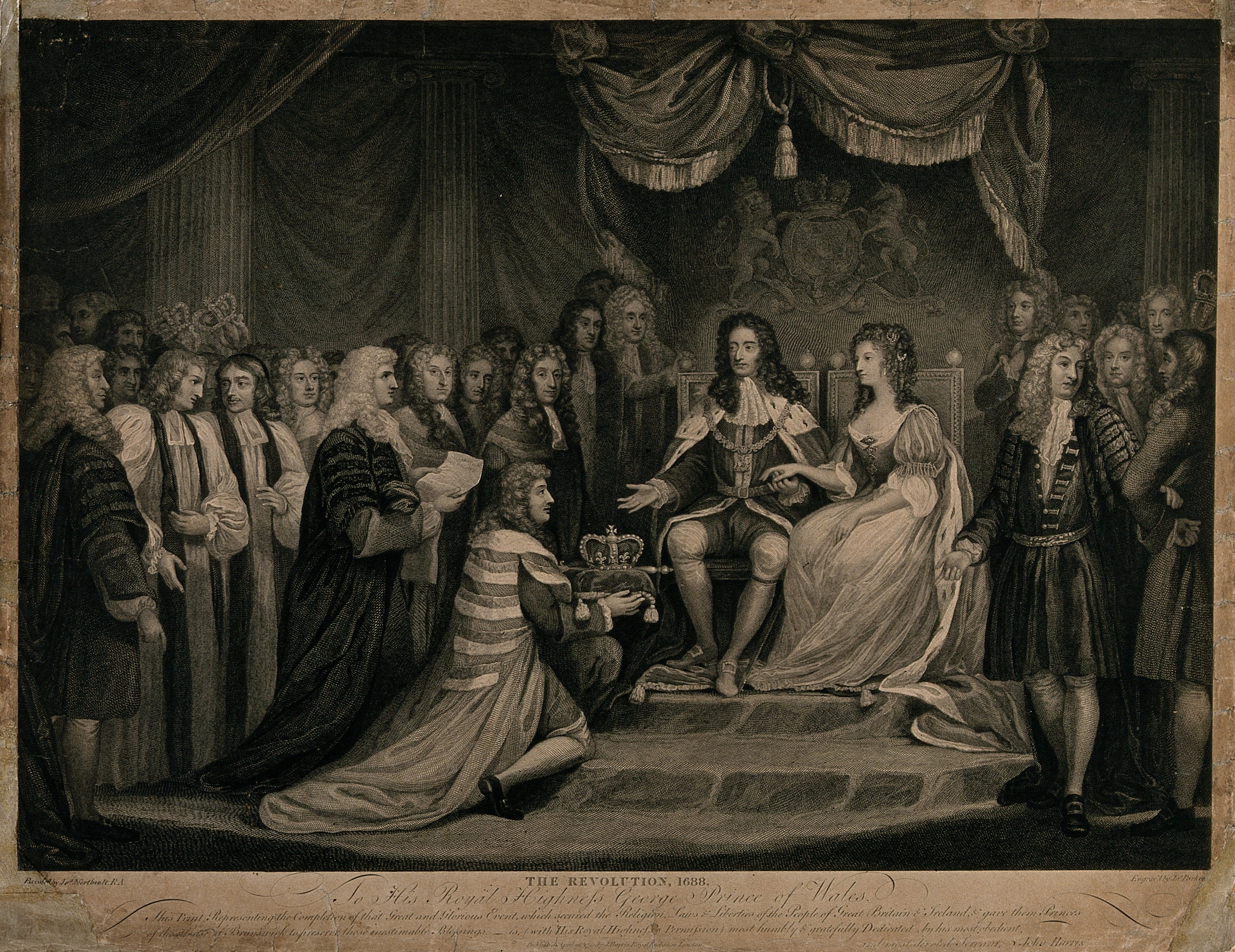
Ilustração de Guilherme e Maria sendo oferecidos com a coroa inglesa.

Em dezembro de 1689, o parlamento aprovou um dos mais importantes documentos constitucionais da história inglesa, a Declaração de Direitos. Essa medida – que atualizava e confirmava muitas provisões feitas pela declaração anterior – estabelecia restrições na prerrogativa real; estabelecia, entre outras coisas, que o soberano não podia suspender leis aprovadas pelo parlamento, aumentar taxas sem o consentimento parlamentar, infringir o direito de petição, reunir um exército em tempos de paz sem a aprovação do parlamento, negar o direito de súditos protestantes portarem um brasão de armas, interferir indevidamente em eleições parlamentares, punir membros de ambas as câmaras por quaisquer coisas ditas em debates, pedir fiança judicial em excesso ou aplicar punições cruéis e injustas. A Declaração de Direitos também confirmava a sucessão ao trono. Após a morte de Guilherme ou Maria, o outro continuaria a reinar. Em seguida na linha de sucessão vinha os filhos do casal, seguidos por Ana e seus descendentes. Por último estava quaisquer filhos que Guilherme poderia ter com um casamento subsequente.

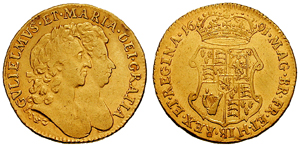
Guilherme e Maria em guinéu cunhado em 1691.

A partir de 1690, Guilherme estava frequentemente fora da Inglaterra em campanhas, anualmente em geral da primavera até o outono. Em 1690, lutou contra os jacobitas na Irlanda; enquanto o marido estava fora, Maria administrava o governo com a ajuda de um Conselho de Gabinete. Ela não estava interessada em assumir o poder e sentia-se "privada de tudo que me é querido na pessoa de meu marido, deixada entre completos estranhos pra mim: minha irmã de um humor tão reservado que eu teria pouco conforto nela". Ana havia brigado com o rei e a rainha sobre dinheiro, danificando a relação das duas irmãs. Guilherme esmagou os jacobitas irlandeses em 1692, porém continuou em campanhas no exterior para travar uma guerra contra a França nos Países Baixos. Maria agia por conta própria se o conselho dele não estava disponível; enquanto Guilherme estava na Inglaterra ela se abstinha de todos os assuntos políticos, como havia sido concordado na Declaração de Direitos e como preferia. Ela mostrou-se uma governante firme, ordenando a prisão de seu tio Henrique Hyde, 2.º Conde de Clarendon, por conspirar para restaurar Jaime ao trono. O influente João Churchill, 1.º Conde de Marlborough, foi dispensado em janeiro de 1692 por acusações similares; essa ação acabou diminuindo sua popularidade e prejudicou ainda mais sua relação com Ana (que era muito influenciada por Sarah, esposa de Churchill). Ana apareceu na corte com Sarah, claramente apoiando Churchill, o que fez com que a rainha exigisse que a irmã mandasse Sarah embora para desocupar seus aposentos. Maria adoeceu com uma febre em abril e perdeu a missa de domingo pela primeira vez em doze anos. Ela também não conseguiu visitar Ana, que estava passando por um trabalho de parto difícil. Após sua recuperação e a morte do filho da irmã pouco após o nascimento, Maria visitou Ana, porém usou a oportunidade para criticá-la por sua amizade com Sarah. Foi a última vez que elas se encontraram. Churchill foi preso, porém logo foi libertado quando seu acusador mostrou-se ser um impostor. Maria escreveu em seu diário que a rixa entre as irmãs era uma punição de Deus pela "irregularidade" da Revolução. Ela era extremamente devota e rezava pelo menos duas vezes ao dia. Muitas de suas proclamações visavam combater a licenciosidade, insobriedade e o vício. Ela participava dos assuntos da igreja – todas as questões de patronagem eclesiástica passavam por suas mãos. Quando João Tillotson, Acebispo da Cantuária, morreu em dezembro de 1694, Maria queria nomear Eduardo Stillingfleet, Bispo de Worcester, porém Guilherme passou por cima dela e deu o cargo a Tomás Tenison, Bispo de Lincoln.
Maria era alta (1,80 m) e aparentemente em boa forma; caminhava regularmente entre os palácios de Whitehall e Kensington. Porém, ela contraiu varíola no final de 1694. Ela mandou embora todos que ainda não tinham tido a doença para impedir uma infestação. Ana, que estava novamente grávida, enviou uma carta para Maria dizendo que correria qualquer risco para ver a irmã de novo, porém a oferta foi recusada pela dama da estola da rainha. Maria morreu no Palácio de Kensington pouco depois da meia noite do dia 28 de dezembro de 1694. Guilherme, que dependia cada vez mais da esposa, ficou devastado com sua morte, dizendo a Burnet que "de ser a mais feliz" ele agora "seria a criatura mais miserável da terra". Apesar dos jacobitas considerarem a morte como retribuição divina pela quebra do quinto mandamento ("honra a teu pai"), ela foi muito lamentada na Grã-Bretanha. Seu corpo foi embalsamado durante o frio inverno e foi velado na Casa Banqueting. No dia 5 de março do ano seguinte, ela foi enterrada na Abadia de Westminster. Seu serviço funerário foi o primeiro que teve a presença de todos os membros das duas câmaras do parlamento. Para a cerimônia, o compositor Henry Purcell escreveu Music for the Funeral of Queen Mary.

## Legado

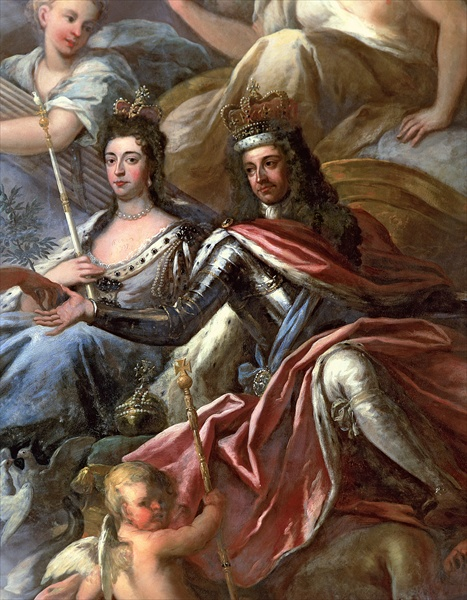
Guilherme e Maria no teto do Painted Hall. Por James Thornhill.

Maria dotou a Universidade de Guilherme & Maria (na atual Williamsburg, Virgínia, Estados Unidos) em 1693, apoiou Thomas Bray, que fundou a Sociedade para Promoção do Conhecimento Cristão, e foi instrumental na fundação do Hospital Real dos Marinheiros depois da vitória anglo-holandesa na Batalha de La Hogue. Ela é creditada por influenciar os jardins dos palácios de Het Loo e Hampton Court, por popularizar a porcelana azul e branca e por manter peixinhos-dourados como animais de estimação.
Maria foi representada pelos jacobitas como uma filha infiel que destruiu seu pai pelo seu próprio ganho e o de seu marido. Ela era frequentemente vista como completamente sob a influência de Guilherme nos primeiros anos de seu reinado, porém depois de governar sozinha durante as ausências dele foi representada como capaz e confiante. A Present for the Ladies (1692), de Nahum Tate, a comparou com a rainha Isabel I. Sua modéstia e acanhamento foram elogiadas em obras como A Dialogue Concerning Women (1691), de William Walsh, que a comparava com Cincinato, um general romano que assumiu um grande desafio quando chamado e que em seguida abandonou voluntariamente o poder.
Uma semana antes de morrer, ela olhou toda sua papelada, eliminando alguns documentos que depois foram queimados, porém seu diário sobreviveu assim como suas cartas a Francisca Apsley. Os jacobitas a repreenderam, porém a avaliação de seu caráter que veio para a posteridade foi principalmente a visão de uma esposa obediente e submissa, que assumiu o poder relutantemente, o exerceu com considerável habilidade quando necessário e o entregou de bom grado ao marido.

## Títulos, estilos e brasão

### Títulos e estilos
- 30 de abril de 1662 – 13 de fevereiro de 1689: "Sua Alteza, a Srta. Maria"[85]
- 4 de novembro de 1677 – 13 de fevereiro de 1689: "Sua Alteza, a Princesa de Orange"
- 13 de fevereiro de 1689 – 28 de dezembro de 1694: "Sua Majestade, a Rainha"

O título completo conjunto de Guilherme III & II e Maria II ao ascenderem ao trono era: "Guilherme e Maria, pela Graça de Deus, Rei e Rainha da Inglaterra, França e Irlanda, Defensores da Fé, etc." A partir de 11 de abril de 1689, quando o parlamento escocês os reconheceu como monarcas, o casal passou a ser chamado de "Guilherme e Maria, pela Graça de Deus, Rei e Rainha da Inglaterra, Escócia, França e Irlanda, Defensores da Fé, etc.".

### Brasão
O brasão de armas usado pelo rei e rainha era: Esquatrelado, I e IV grandesquatrelado, azure três flores-de-lis (pela França) e goles três leões or passant guardant em pala (pela Inglaterra); II or um leão rampant dentro de um tressure flory-contra-flory goles (pela Escócia); III azure uma harpa or com cordas argente (pela Irlanda); em cima de tudo um escudo interior azure com um leão rampant or (pela Casa de Orange-Nassau).
| Brasão de armas de Maria como Princesa de Orange e Condessa de Nassau | Brasão de armas de Guilherme III e Maria II como co-monarcas | Brasão de Armas de Guilherme e Maria na Escócia |